# Ernst vom Hofe
Ernst vom Hofe (* 30. Januar 1905 in Neuwied; † 17. März 1977 in München) war ein deutscher Bankenjurist und Ministerialbeamter.

## Leben
Ernst vom Hofe studierte von 1923 bis 1929 an der Philipps-Universität Marburg und der Friedrich-Wilhelms-Universität zu Berlin Rechts- und Staatswissenschaften. Er renoncierte am 21. Oktober 1925 beim Corps Rhenania Straßburg und wurde am 27. Juni 1926 recipiert. Er bestand im Juli 1929 das Referendarexamen und wurde 1932 in Marburg zum Dr. iur. promoviert. Die Große juristische Staatsprüfung bestand er am 6. Juli 1934. 
Nach drei Jahren im Reichswirtschaftsministerium war er 1937–1939 beim Oberpräsidenten der Provinz Niederschlesien bzw. der Provinz Schlesien in Breslau, erst in der Statistischen, später in der Wehrwirtschaftlichen Abteilung. Nach zwei Jahren als Stellvertretender Leiter des Landwirtschaftsamtes Stettin kehrte er 1941/42 in das Reichswirtschaftsministerium zurück. 1943/44 war er Abteilungsleiter beim Reichskommissar für die besetzten norwegischen Gebiete. Seit 1944 in der Wehrmacht, geriet er in Gefangenschaft, aus der er 1946 entlassen wurde. Er war 1948/49 Justitiar im Paraffin- und Mineralölwerk Messel (Darmstadt) und 1950 Abteilungsleiter in der Hauptverwaltung Stuttgart der Staatlichen Erfassungsgesellschaft für öffentliches Gut. 
Im selben Jahr wurde er Ministerialbeamter auf Bundesebene. Im Bundesministerium der Finanzen war er zwei Jahre Hilfsreferent im Referat V 2 (Zentralbank- und privates Bankwesen, Bankenaufsicht). 1952–1966 war er im Bundesministerium für Wirtschaft tätig. Als Referatsleiter war er zuständig für private Kreditinstitute und Börsen. Zum Ministerialdirigent befördert, leitete er 1958–1966 (bis 1961 zusätzlich) die Unterabteilung VI B (Finanzierungen und Versicherungen). Zudem saß er als Deutsches stellvertretendes Mitglied im Verwaltungsrat der Europäischen Investitionsbank in Brüssel. Er war Direktor bei der Weltbank und zwei ihrer Tochtergesellschaften, der International Development Association und der Internationalen Finanz-Corporation in Washington, D.C.
Verheiratet war vom Hofe seit 21. Juni 1938 mit Ruth geb. Dulier. Der Ehe entstammt die Tochter Renate vom Hofe (* 1947). Anfang der 1970er Jahre war er Vorsitzender vom Altherrenverein seines Corps.